# ヱヴァンゲリヲン:序
『ヱヴァンゲリヲン:序』（ヱヴァンゲリヲン じょ）は、『ヱヴァンゲリヲン新劇場版:序』および『新世紀エヴァンゲリオン』を題材にしたバンダイナムコゲームスによるシミュレーションゲーム。ディレクターは芝村裕吏。
2009年6月4日にPSP版とPS2版のゲームソフトが同時発売された。

## 概要
『ヱヴァンゲリヲン新劇場版』を元にした初めてのゲーム作品である。本作品はそのシリーズ1作目である『ヱヴァンゲリヲン新劇場版:序』とテレビアニメ『新世紀エヴァンゲリオン』からストーリーが取り入れられている。そのため『序』には登場しない惣流・アスカ・ラングレーも登場している。また、序では第3の使徒が出現しなかったために使徒はすべてで18体いることになってしまう。
プレイヤーは、戦闘に使う兵器や戦闘ビルを購入し使徒との戦いに備える。戦闘シーンはすべて3Dで描かれている。
日常パートも取り入れられており、こちらは各キャラクターとの会話や進め方により対応が変化する。戦闘パートと日常パートの進め方によりエンディングが変化する。

## 登場人物
- 碇シンジ
- 葛城ミサト
- 綾波レイ
- 惣流・アスカ・ラングレー
- 渚カヲル

## 登場使徒
- 第4の使徒 - 『ヱヴァンゲリヲン新劇場版:序』に登場する同名の使徒。
- 第5の使徒 - 『ヱヴァンゲリヲン新劇場版:序』に登場する同名の使徒。
- 第6の使徒 - 『ヱヴァンゲリヲン新劇場版:序』に登場する同名の使徒。
- 魚の使徒 - 『新世紀エヴァンゲリオン』に登場する使徒ガギエル。
- 音楽の使徒 - 『新世紀エヴァンゲリオン』に登場する使徒イスラフェル。
- 胎児の使徒 - 『新世紀エヴァンゲリオン』に登場する使徒サンダルフォン。
- 雨の使徒 - 『新世紀エヴァンゲリオン』に登場する使徒マトリエル。
- 空の使徒 - 『新世紀エヴァンゲリオン』に登場する使徒サハクィエル。
- 夜の使徒 - 『新世紀エヴァンゲリオン』に登場する使徒レリエル。
- 霞の使徒 - 『新世紀エヴァンゲリオン』に登場する使徒バルディエル。
- 力の使徒 - 『新世紀エヴァンゲリオン』に登場する使徒ゼルエル。
- 鳥の使徒 - 『新世紀エヴァンゲリオン』に登場する使徒アラエル。
- 子宮の使徒 - 『新世紀エヴァンゲリオン』に登場する使徒アルミサエル。

## 書籍
- 『ヱヴァンゲリオン:序 ザ・コンプリートガイド』（アスキー・メディアワークス）2009年7月11日発売